# Harriot Eaton Stanton Blatch

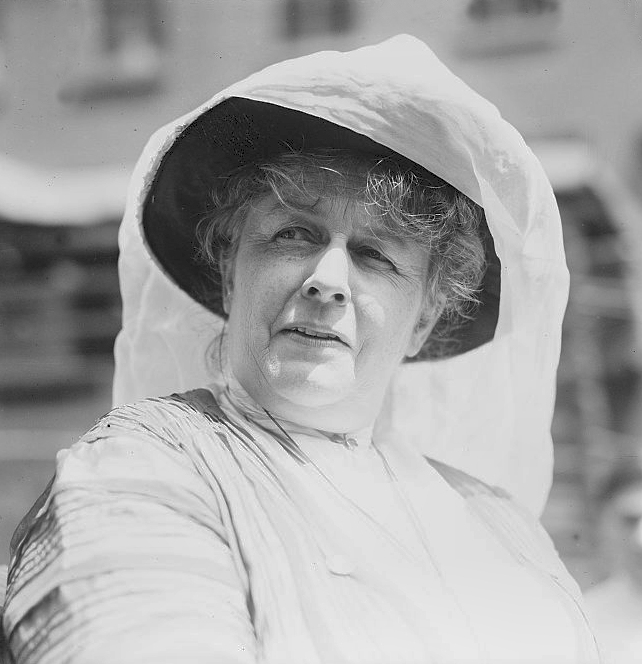
Blatch um 1910

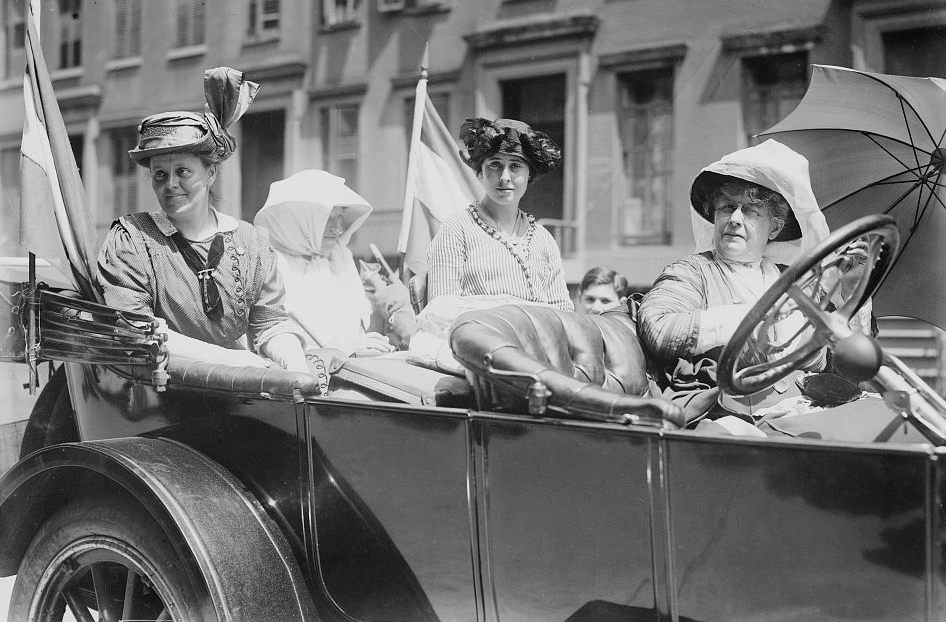
Susan Walker Fitzgerald, Harriot Eaton Stanton Blatch, Maggie Murphy und Emma Bugbee um 1910

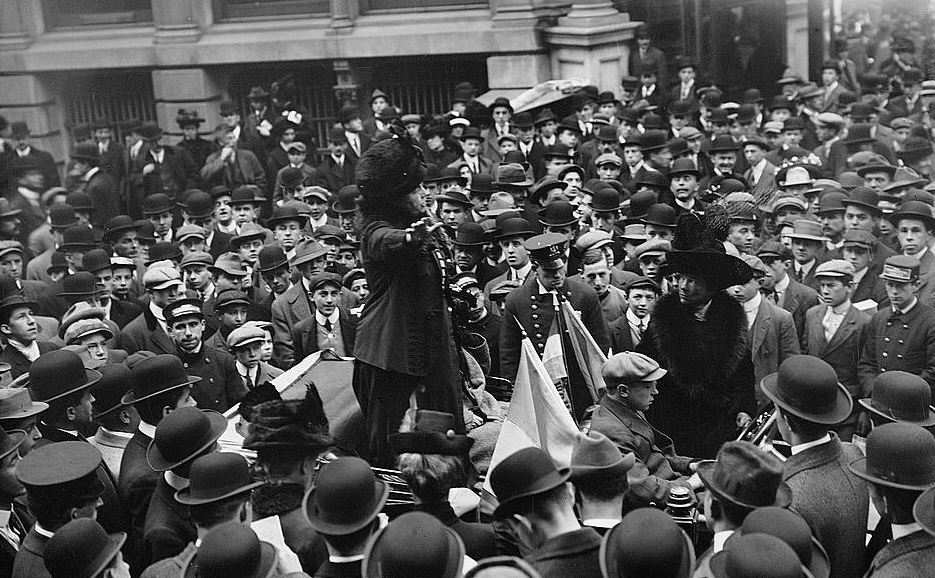
Blatch auf der Wall Street um 1913

Harriot Eaton Stanton Blatch (* 20. Januar 1856 in Seneca Falls, New York; † 20. November 1940 in Greenwich, Connecticut) war eine amerikanische Suffragette und Publizistin.

## Leben

### Frühe Jahre
Harriot Eaton Stanton wurde in Seneca Falls, New York geboren und war das sechste von sieben Kindern der Frauenrechtsaktivistin Elizabeth Cady Stanton und des Aktivisten Henry Brewster Stanton. Sie besuchte das Vassar College und erhielt 1878 einen Abschluss in Mathematik. Dann verbrachte sie ein Jahr am Boston School for Oratory, und arbeitete 1880–1881 in Deutschland als Lehrerin für Mädchen. Auf ihrer Rückreise in die Vereinigten Staaten traf sie den englischen Geschäftsmann William Henry Blatch, Jr. Sie heirateten 1882 und lebten 20 Jahre lang in der Umgebung von London. Ihre erste Tochter, Nora Stanton Blatch Barney, führte die Familientradition der Suffragetten fort – sie war die erste amerikanische Frau, die einen Abschluss in Bauingenieurwesen erhielt – und war zudem kurz mit Lee De Forest verheiratet. William Henry Blatch starb 1915 durch einen Stromschlag, der ihm bei einem Unfall widerfuhr.
Harriot Stanton arbeitete 1881 mit ihrer Mutter und Susan B. Anthony an der History of Woman Suffrage. Sie schrieb ein ausführliches Kapitel in der zweiten Auflage, in dem sie die Geschichte der American Woman Suffrage Association, die in Konkurrenz zu der Organisation Stanton and Anthony's National American Woman Suffrage Association stand, darlegte. Dieser Text trug dazu bei, die beiden Organisationen zu vereinen.
In England führte sie statistische Untersuchungen zu den Arbeitsbedingungen von englischen Frauen in ländlichen Umgebungen durch, für die sie einen Master of Arts vom Vassar College erhielt. In einer Volkszählung von 1901 wird Blatch als Gast in einem Haus der Haslemere Peasant Arts Bewegung angegeben, die sich für Handwerksausbildungen von Frauen auf dem Land einsetzte. Sie arbeitete zudem in englischen Organisationen für Sozialreformen wie der Women’s Local Government Society, der Fabian Society, und der Women’s Franchise League mit. In der Women’s Franchise League entwickelte sie Organisationstechniken, die sie später in Amerika verwandte.

### Suffrage-Kampagnen
Als Blatch 1902 in die Vereinigten Staaten zurückkehrte, bemühte sie sich darum, die ins Stocken gekommene Suffragistenbewegung in Amerika zu erneuern. Als erstes trat sie der Leitung der Women’s Trade Union League bei. 1907 gründete sie die Equality League of Self-Supporting Women (später in Women’s Political Union umbenannt), um Frauen aus der Arbeiterklasse für die Suffragistenbewegung zu gewinnen. Den Kern der Equality League bildeten 20.000 Arbeiterinnen aus der Fabrik-, Wäscherei- und Bekleidungsindustrie von der Lower East Side aus New York City. Mit Unterstützung dieser Gruppe organisierte und leitete sie 1910 die New Yorker Suffragistenparade. Blatch gelang es, erfolgreich Frauen aus der Arbeiterklasse zu mobilisieren und parallel dazu ihre Zusammenarbeit mit Frauen aus der bürgerlichen Gleichberechtigungsbewegung fortzusetzen. Einerseits organisierte sie Straßenproteste, andererseits arbeitete sie mit viel diplomatischem Geschick daran, die Opposition – Politiker aus dem Umkreis von Tammany Hall, die befürchteten die Frauen würden für die Prohibition stimmen und das Frauenwahlrecht ablehnten – zu neutralisieren.
Die Women’s Political Union wurde zu einer politisch bedeutsamen Kraft und setzte sich aktiv für einen Verfassungszusatz, der Frauen das Wahlrecht garantiert, im Staat New York ein. Dies konnte 1917 durchgesetzt werden, nachdem Tammany Hall ihren Widerstand aufgegeben hatte. 1915 vereinte sich Blatchs Women’s Political Union mit Alice Paul and Lucy Burns’ Congressional Union, welche später zur National Woman’s Party wurden.

### Kriegs- und Nachkriegszeit
Während des Ersten Weltkrieges führte Blatch die Women’s Land Army an, welche weitere Farmarbeit anbot. 1918 schrieb sie in Mobilizing Woman Power  über die Rolle von Frauen im Krieg und rief Frauen auf „zur Arbeit zu gehen“. In dem 1920 von ihr veröffentlichten A Woman's Point of View, nahm sie aufgrund der Kriegszerstörungen einen pazifistischen Standpunkt ein.
Nach der Verabschiedung des 19. Zusatzartikel zur Verfassung der Vereinigten Staaten 1920 trat Blatch der National Woman’s Party bei, um die Verabschiedung eines Gleichberechtigungsartikels in der Verfassung zu erreichen. Damit stand sie im Widerspruch zu den Forderungen der Women’s Trade Union League, die lediglich Schutzgesetze für Frauen anstrebte. Sie trat auch der Sozialistischen Partei der USA bei und wurde für das Amt des New York City Comptroller sowie später für die New York State Assembly nominiert. Sie gewann jedoch die Wahl nicht und erhielt auch keinen Sitz. Später trat sie aus der Partei aus, weil sie den Ansatz für Schutzgesetze für Frauen nicht mittragen konnte.
In den 1920ern war Blatch zudem im Auftrag des Völkerbundes an der Ausarbeitung von Vertragsartikeln tätig.

### Letzte Jahre und Tod

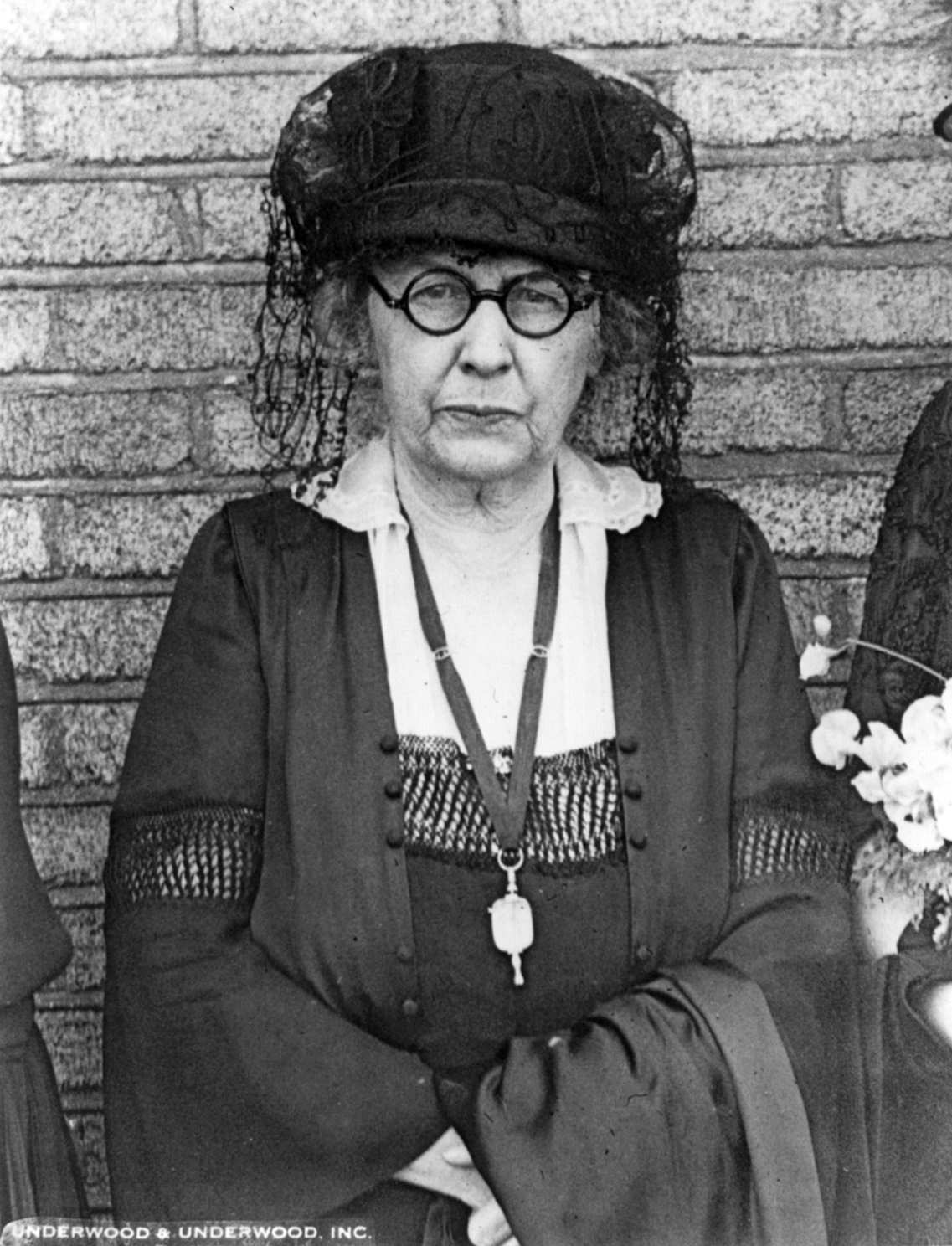
Harriot Stanton Blatch in späteren Jahren.

1939 zog sich Blatch eine gebrochene Hüfte zu und zog in ein Altenheim in Greenwich, Connecticut. Ihre Memoiren, Challenging Years, wurden 1940 veröffentlicht – eine Woche nach ihrem Tod am Erntedankfest im selben Jahr in Greenwich.

## Veröffentlichungen
- Challenging years: the memoirs of Harriot Stanton Blatch, G. P. Putnams̓ sons, 1940
- Mobilizing Woman-Power, IndyPublish.com, 2007, ISBN 1-4353-6284-5, Neuauflage
- A Woman's Point of View: Some Roads to Peace, Kessinger Publishing, 2010, ISBN 1-163-59560-8, Neuauflage